# 阳峰乡
阳峰乡，是中华人民共和国江西省九江市都昌县下辖的一个乡镇级行政单位。

## 行政区划
阳峰乡下辖以下地区：
龙山社区、竹林村、金星村、株桥村、吉阳村、阳丰村、屏丰村、共升村、黄梅村和农科所村。